# Argotyzm
Argotyzm (fr. argotisme) – element językowy (połączenie wyrazowe, pojedynczy wyraz) o ograniczonym zasięgu społecznym, powstały na gruncie gwary środowiskowej bądź zawodowej i użyty w innej formie języka (np. w stylu literackim) lub dobrze utrwalony w słownictwie ogólnym (języku standardowym), zwłaszcza w mowie potocznej. Do polskich argotyzmów należą np. wyrazy buda – szkoła, internat (z gwary uczniowskiej), chała – rzecz bezwartościowa, licha, tandetna (z gwary aktorskiej).